# KylieFever2002: Live in Manchester
KylieFever2002: Live in Manchester – DVD nakręcony w Manchester Arena w Manchesterze w Anglii w dniu 4 maja 2002 r. w szóstym trasy koncertowej Kylie Minogue KylieFever2002.

## Lista utworów
Act 1: Silvanemesis
- "The Sound of Music" (Introduction)
- "Come into My World"
- "Shocked"
- "Love at First Sight"
- "Fever"

Act 2: Droogie Nights
- "Spinning Around"

Act 3: The Crying Game
- The Crying Game Medley: 
  - "Where Is the Feeling?" (Spoken Introduction)
  - "The Crying Game"
  - "Put Yourself in My Place"
  - "Finer Feelings"
  - "Dangerous Game"

Act 4: Street Style
- "GBI: German Bold Italic"
- "Confide in Me"
- "Cowboy Style"
- "Kids"

Act 5: Sex in Venice
- "On a Night Like This"
- "The Loco-Motion"
- Latin Medley:
  - "In Your Eyes"
  - "Please Stay"
  - "The Rhythm of the Night"

Act 6: Cybertronica
- "Limbo"
- "Light Years"/"I Feel Love"
- "I Should Be So Lucky"

Act 7: VoodooInferno
- "Burning Up"
- "Better the Devil You Know"

Encore
- "Can't Get Blue Monday Out of My Head"